# Пророк (фильм, 2009)
«Пророк» (фр. Un prophète) — художественный фильм, криминальная драма режиссёра Жака Одиара, вышедший на экраны в 2009 году.

## Сюжет
Сложная история о 19-летнем арабском юноше Малике, попавшем в непростые для себя условия французской тюрьмы, снаружи у него нет родных и близких, в тюрьме нет друзей. Став жертвой обстоятельств, он вынужден выполнять ряд опасных заданий, порученных ему местной бандой корсиканцев, которая управляет тюрьмой. В ходе сюжетных перипетий Малик быстро осваивается в необычном для себя мире и начинает вынашивать собственные планы…

## В ролях
- Тахар Рахим — Малик Эль Джебена
- Нильс Ареструп — Цезарь Лучиани
- Адель Беншериф — Рияд, сокамерник и друг Малика
- Хишем Якуби — Рейеб
- Лейла Бехти — Джамиля, жена Рияда
- Реда Катеб — Жорди
- Жан-Филипп Риччи — Веттори
- Жиль Коэн — Проф
- Антуан Баслер — Пиличчи

## Награды и номинации

### Награды
- 2009 — Гран-при жюри Каннского кинофестиваля (Жак Одиар)
- 2009 — две премии Европейской киноакадемии: лучший актёр (Тахар Рахим), лучший звук
- 2009 — приз за лучший фильм на Лондонском кинофестивале (Жак Одиар)
- 2009 — премия Национального совета кинокритиков США за лучший фильм на иностранном языке
- 2009 — Приз имени Луи Деллюка
- 2010 — премия Британской киноакадемии за лучший фильм не на английском языке
- 2010 — 9 премий «Сезар»: лучший фильм, лучший режиссёр (Жак Одиар), лучший сценарий, лучший актёр (Тахар Рахим), лучший актёр второго плана (Нильс Ареструп), самый многообещающий актёр (Тахар Рахим), лучшая операторская работа (Стефан Фонтен), лучший монтаж (Жюльетт Вельфлинг), лучшая работа художника (Мишель Бартелеми)

### Номинации
- 2009 — номинация на приз «Золотая пальмовая ветвь» Каннского кинофестиваля (Жак Одиар)
- 2009 — 4 номинации на премию Европейской киноакадемии: лучший фильм, лучший режиссёр (Жак Одиар), лучший сценарий, лучшая операторская работа (Стефан Фонтен)
- 2010 — номинация на премию «Оскар» за лучший фильм на иностранном языке
- 2010 — 4 номинации на премию «Сезар»: самый многообещающий актёр (Адель Беншериф), лучшая музыка (Александр Деспла), лучший звук, лучшие костюмы
- 2010 — номинация на премию «Золотой глобус» за лучший фильм на иностранном языке
- 2010 — номинация на премию «Независимый дух» за лучший зарубежный фильм